# Corino Andrade
Mário Corino da Costa de Andrade (ur. 10 czerwca 1906 w Moura, zm. 16 czerwca 2005 w Porto) – portugalski lekarz neurolog. Jako pierwszy opisał rodzinną amyloidową polineuropatię (familial amyloidotic polyneuropathy, FAP), niekiedy określaną jako choroba Corino de Andrade.
Był założycielem Instituto de Ciências Biomédicas Abel Salazar, dużego ośrodka badawczego z siedzibą w Porto. Jako oponent Salazara, był więziony przez portugalską tajną policję polityczną (PIDE) za przynależność do organizacji krytykującej rząd.